# Campiglossa brunneimacula
Campiglossa brunneimacula är en tvåvingeart som först beskrevs av Hardy 1988.  Campiglossa brunneimacula ingår i släktet Campiglossa och familjen borrflugor. Inga underarter finns listade.